# Mankachar
Mankachar là một thị trấn thống kê (census town) của quận Dhubri thuộc bang Assam, Ấn Độ.

## Nhân khẩu
Theo điều tra dân số năm 2001 của Ấn Độ, Mankachar có dân số 28.771 người. Phái nam chiếm 51% tổng số dân và phái nữ chiếm 49%. Mankachar có tỷ lệ 53% biết đọc biết viết, thấp hơn tỷ lệ trung bình toàn quốc là 59,5%: tỷ lệ cho phái nam là 58%, và tỷ lệ cho phái nữ là 47%. Tại Mankachar, 19% dân số nhỏ hơn 6 tuổi.